# Cuenca (Espagne)
Pour les articles homonymes, voir Cuenca.
Cuenca est une ville d’Espagne, capitale de la province de Cuenca, dans la communauté autonome de Castille-La Manche.

## Présentation
Cuenca est une des plus belles villes médiévales espagnoles, déclarée patrimoine de l'humanité par l'UNESCO et située à l'entrée de la région montagneuse du même nom, entre les gorges du fleuve Júcar et son affluent le Huécar.

## Géographie
Cuenca est au centre de l'Espagne. Elle borde les provinces suivantes : Madrid, toutes les provinces de Castilla La Mancha, Valencia et Teruel. Cela veut dire que cette ville est un emplacement stratégique pour la communication entre le nord et le sud du pays.
La ville se divise en deux zones bien différenciées : la vieille ville, située sur une colline rocheuse bordée par les gorges du fleuve Júcar au nord et son affluent le Huécar au sud, qui se jette dans le premier dans la partie basse de la vieille ville, peu avant le pont « San Antón ». À l'ouest et au sud de la vieille ville, et séparée par le Huécar, s'étend la ville nouvelle dans une direction nord-sud.
Son altitude oscille entre 920 mètres (pour la ville nouvelle) et plus de 1 000 mètres (pour la vieille ville).

### Communes limitrophes
Les communes limitrophes sont Abia de la Obispalía, Palomera, Buenache de la Sierra, Tragacete, Vega del Codorno, Poyatos, Fuentenava de Jábaga, Chillarón de Cuenca, Villar de Domingo García, Bascuñana de San Pedro, Sotorribas, Mariana, Villalba de la Sierra, Las Majadas, Uña, Arcos de la Sierra, Castillejo-Sierra, Fresneda de la Sierra, Fuertescusa, Cañizares, Beteta, Santa María del Val, Lagunaseca, Masegosa, Checa, Albarracín, Zafrilla, Valdemeca, Huélamo, Valdemoro-Sierra, Beamud, La Cierva, Cañada del Hoyo, Fuentes, Arcas del Villar, Villar de Olalla, Monteagudo de las Salinas, Olmeda del Rey et Las Valeras.

## Histoire
Au IXe siècle, une forteresse dénommée Conca se trouvait à cet emplacement, construite par les musulmans qui dépendaient de l'émirat de Valence au temps des rois de Taïfas. Cette forteresse passera plus tard sous le pouvoir du roi de Séville Al-Maramit, puis aux mains des Almoravides, enfin à celles d'Alphonse VIII de Castille qui lui ajouta ses propres domaines en 1177.
Alphonse X « Le Sage » concéda à Cuenca le titre de ville. Celle-ci subit de nombreux sièges et fut saccagée par les troupes françaises pendant la guerre d'indépendance. Elle fut assiégée et prise par les Carlistes en 1874, détruisant une partie de la muraille.

## Politique et administration

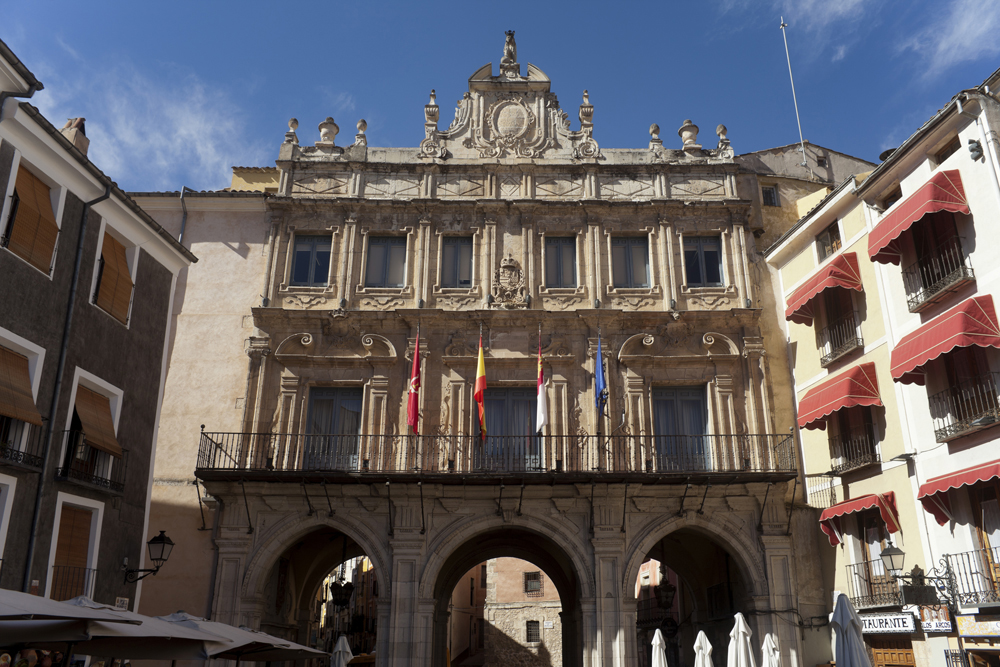
L'hôtel de ville de Cuenca.

Cuenca appartient à la province éponyme, dont elle constitue la capitale, et à la communauté autonome de Castille-La Manche. Elle accueille donc le siège de la députation provinciale.

### Conseil municipal
Lors des élections municipales du 28 mai 2023, la ville de Cuenca comptait 53 389 habitants. Son conseil municipal (Pleno del Ayuntamiento) se compose donc de 25 élus.
| Parti | Parti        | 1979 | 1983 | 1987 | 1991 | 1995 | 1999 | 2003 | 2007 | 2011 | 2015 | 2019 | 2023 |
| ----- | ------------ | ---- | ---- | ---- | ---- | ---- | ---- | ---- | ---- | ---- | ---- | ---- | ---- |
|       | CDS          |      |      | 1    |      |      |      |      |      |      |      |      |      |
|       | Cs           |      |      |      |      |      |      |      |      |      | 3    | 1    |      |
|       | CnU          |      |      |      |      |      |      |      |      |      |      | 6    | 2    |
|       | IxC          |      |      |      |      |      |      | 1    | 0    |      |      |      |      |
|       | PCE          | 1    |      |      |      | 1    |      |      | 1    |      | 3    |      |      |
|       | IU           | 1    |      |      |      | 1    |      |      | 1    |      | 3    |      |      |
|       | CD           |      | 11   | 11   | 10   | 11   | 10   | 9    | 13   | 12   | 10   | 6    | 9    |
|       | CP           |      | 11   | 11   | 10   | 11   | 10   | 9    | 13   | 12   | 10   | 6    | 9    |
|       | AP           |      | 11   | 11   | 10   | 11   | 10   | 9    | 13   | 12   | 10   | 6    | 9    |
|       | PP           |      | 11   | 11   | 10   | 11   | 10   | 9    | 13   | 12   | 10   | 6    | 9    |
|       | PSOE         | 6    | 10   | 9    | 11   | 9    | 11   | 11   | 11   | 13   | 9    | 11   | 10   |
|       | Podemos-EQuo |      |      |      |      |      |      |      |      |      |      | 1    |      |
|       | UCD          | 14   |      |      |      |      |      |      |      |      |      |      |      |
|       | UP           |      |      |      |      |      |      |      |      |      |      |      | 2    |
|       | Vox          |      |      |      |      |      |      |      |      |      |      |      | 2    |
| Total | Total        | 21   | 21   | 21   | 21   | 21   | 21   | 21   | 25   | 25   | 25   | 25   | 25   |

### Liste des maires
| Mandature | Maire | Maire                             | Parti |
| --------- | ----- | --------------------------------- | ----- |
| 1979-1983 |       | Andrés Moya López (es)            | UCD   |
| 1983-1987 |       | Jose Ignacio Navarrete            | AP    |
| 1987-1991 |       | Andrés Moya López (es)            | AP    |
| 1991-1995 |       | José Manuel Martínez Cenzano (es) | PSOE  |
| 1995-1999 |       | Manuel Ferreros Lorenzo           | PP    |
| 1999-2003 |       | José Manuel Martínez Cenzano (es) | PSOE  |
| 2003-2007 |       | José Manuel Martínez Cenzano (es) | PSOE  |
| 2007-2011 |       | Francisco Pulido                  | PP    |
| 2011-2015 |       | Juan Ávila (es)                   | PSOE  |
| 2015-2019 |       | Ángel Mariscal Estrada (es)       | PP    |
| 2019-2023 |       | Darío Dolz (es)                   | PSOE  |
| 2023-2027 |       | Darío Dolz (es)                   | PSOE  |

## Climat

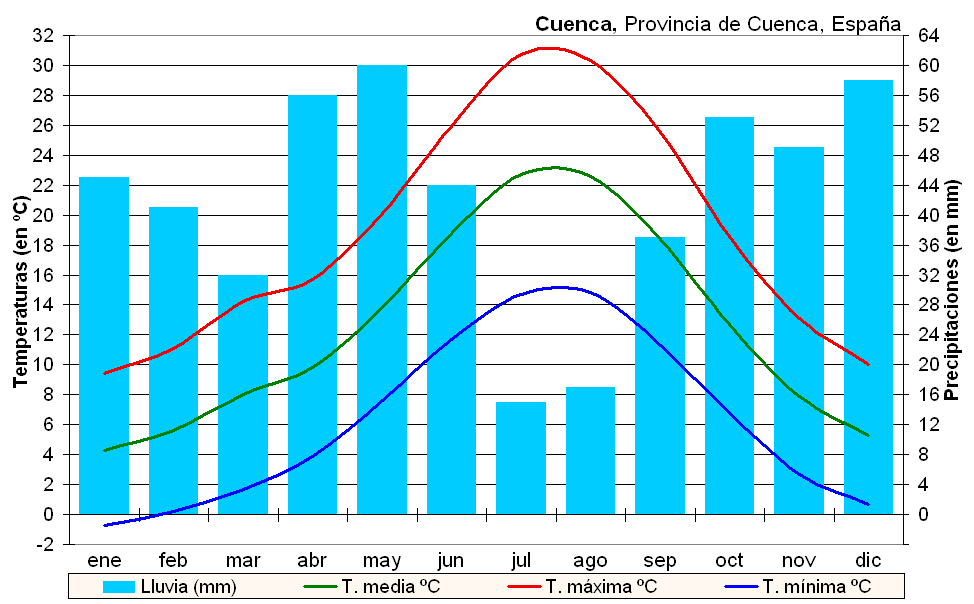
Graphe climatique de Cuenca.

Le climat de Cuenca est de type méditerranéen continental, avec des températures froides en hiver et douces en été, et une importante oscillation thermique journalière pendant toute l'année, plus prononcée pendant les mois les plus chauds. Les précipitations sont plus abondantes que dans la région qui l'environne, à cause de l'orographie montagneuse, qui dépasse les 500 mètres et présente de rares précipitations en été.
| 1971-2000           | Janv. | Fév. | Mars | Avr. | Mai  | Juin | Juil. | Août | Sept. | Oct. | Nov. | Déc. | TOTAL |
| ------------------- | ----- | ---- | ---- | ---- | ---- | ---- | ----- | ---- | ----- | ---- | ---- | ---- | ----- |
| Temp. max (°C)      | 9,4   | 11,4 | 14,2 | 15,7 | 20,1 | 25,9 | 30,7  | 30,3 | 25,5  | 18,6 | 13,1 | 10,0 | 18,8  |
| Temp. min (°C)      | -0,7  | 0,2  | 1,7  | 3,9  | 7,6  | 11,7 | 14,7  | 14,8 | 1,3   | 6,8  | 2,7  | 0,7  | 6,3   |
| Précipitations (mm) | 45    | 41   | 32   | 56   | 60   | 44   | 15    | 17   | 37    | 53   | 49   | 58   | 507   |

## Population
Selon le recensement municipal effectué par l'Institut national de la statistique, Cuenca comptait 56 703 habitants en 2011.

## Patrimoine culturel et naturel

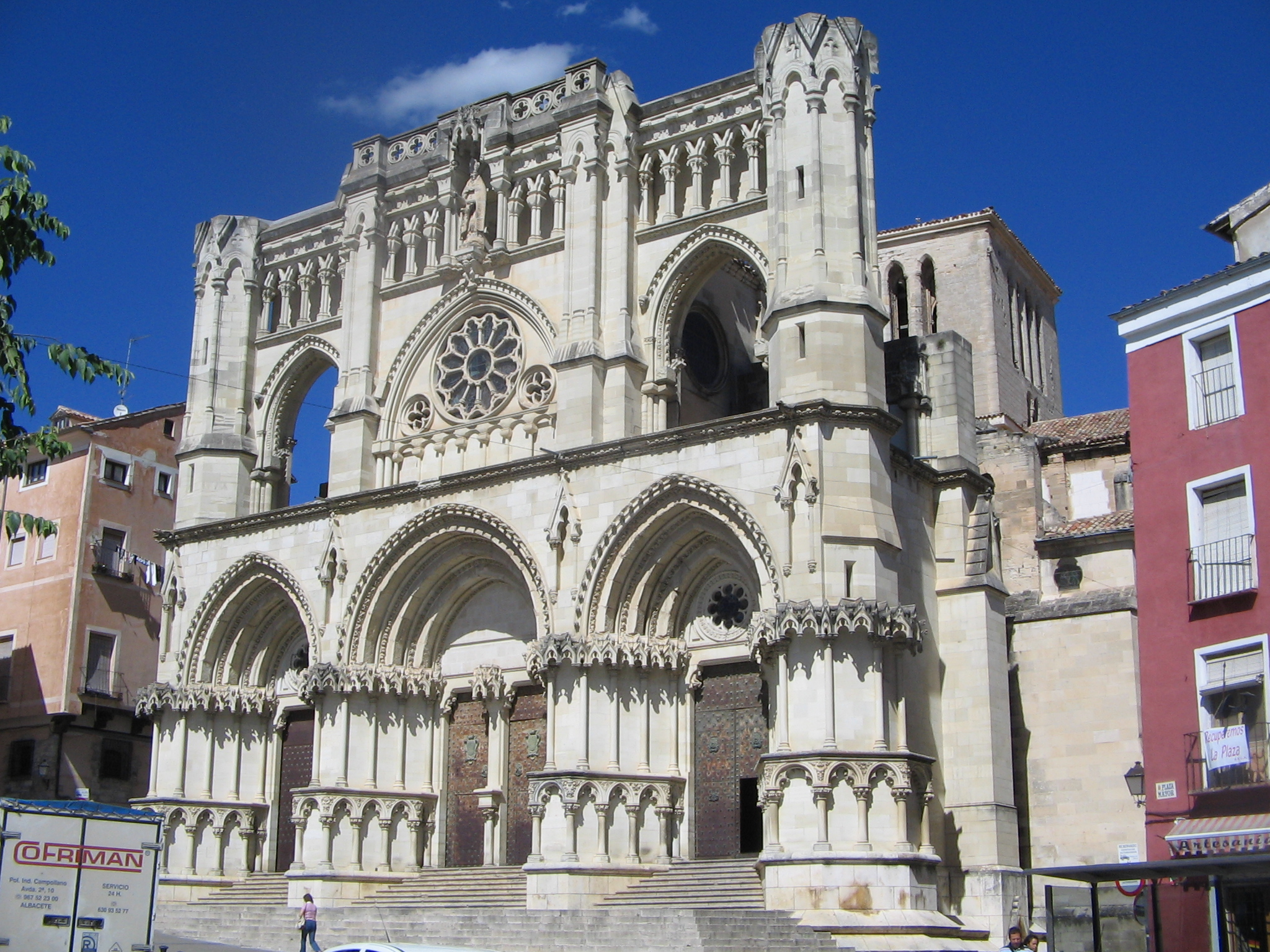
Cathédrale de Cuenca.

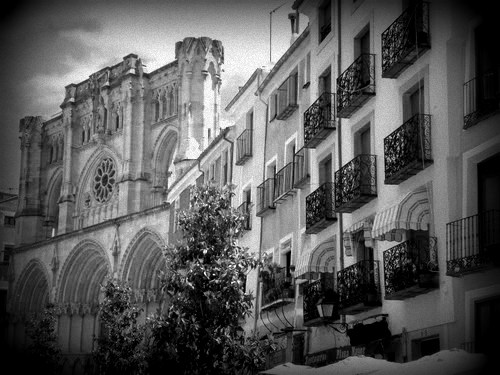
Cathédrale de Cuenca.

### Ville historique fortifiée
En 1996, la ville historique fortifiée a été déclarée patrimoine mondial par l'Unesco.

### Cathédrale Sainte-Marie et Saint-Julien
Parmi les monuments de Cuenca se détache la cathédrale, monument national construit en style gothique anglo-normand, un exemple unique en Espagne.
La cathédrale de Cuenca est la principale église de la ville et le siège du diocèse de Cuenca (Archidiocèse de Tolède).
À côté de la cathédrale est situé le Palais épiscopal.

### Casas Colgadas
Les maisons suspendues constituent l'originalité de la ville. Construites au XIVe siècle et bien restaurées, elles surplombent la paroi rocheuse des gorges du fleuve Huécar. Elles abritent un restaurant et le musée d'art abstrait (Museo de Arte Abstracto Español). Elles ont valu à la ville fortifiée d'être déclarée au Patrimoine de l'Humanité par l'UNESCO.
Une belle vue est à prendre depuis le pont de San Pablo[non pertinent].

### Plaza de las Angustias

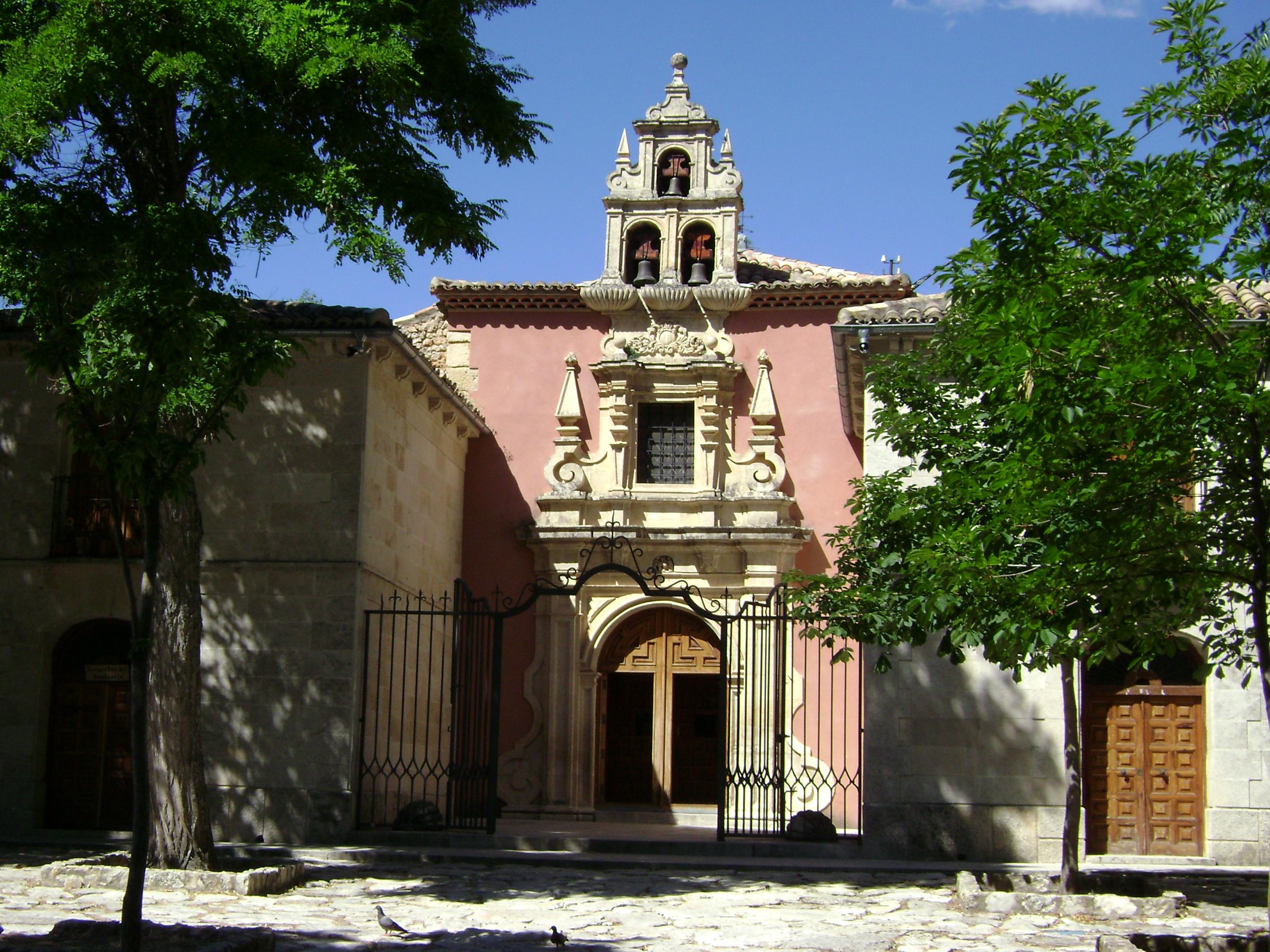
Ermita de las Angustias.

Dans le bas de la vieille ville, à proximité du Júcar, se trouve une petite place tranquille et arborée. Là se trouve l'ermitage de la Virgen de las Angustias, de style baroque.

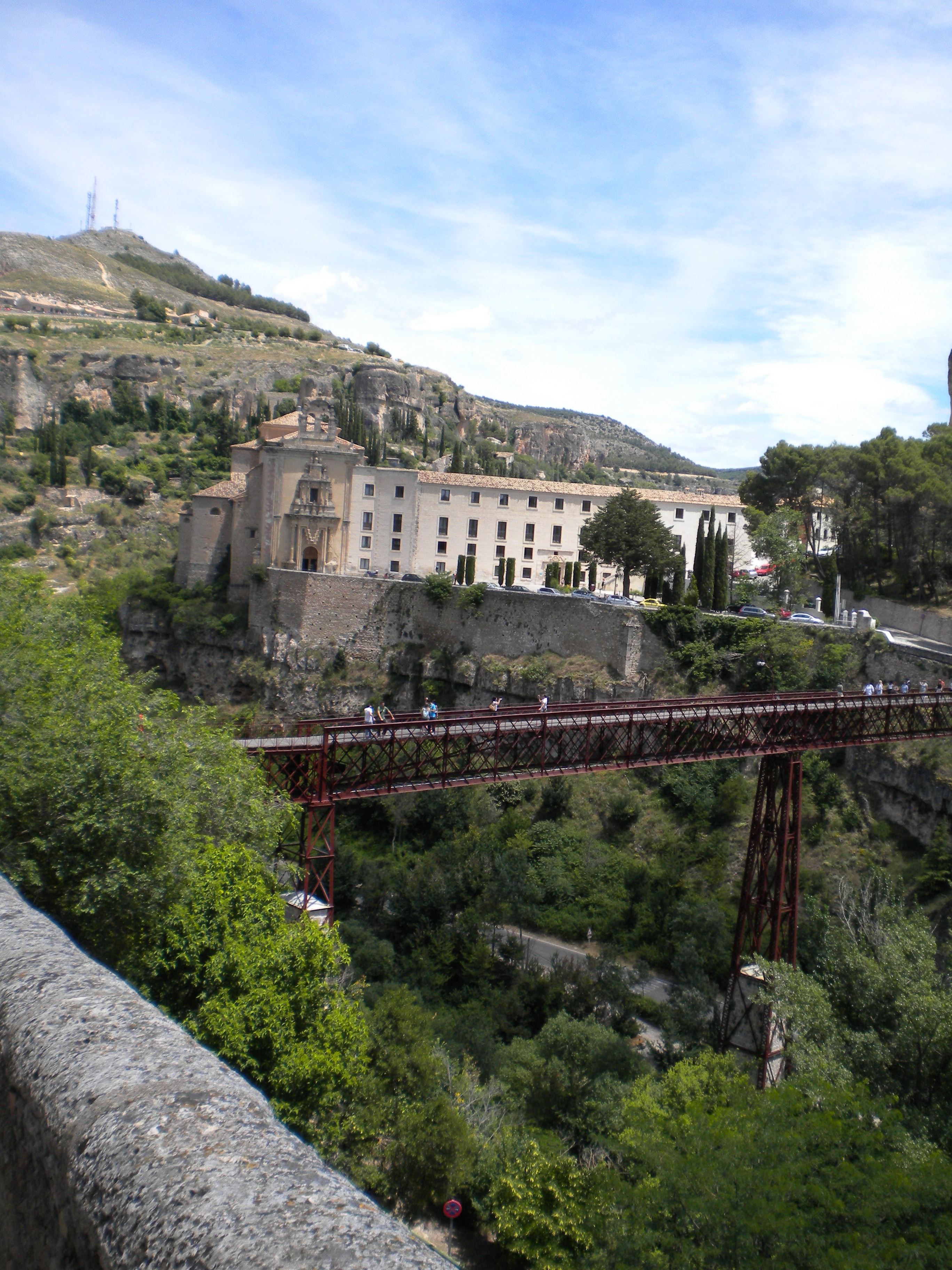
Pont conçu par José María Fuster y Tomás.

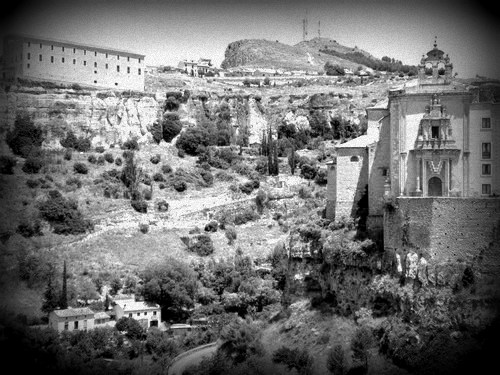
Cuenca, Espagne.

### Torre Mangana

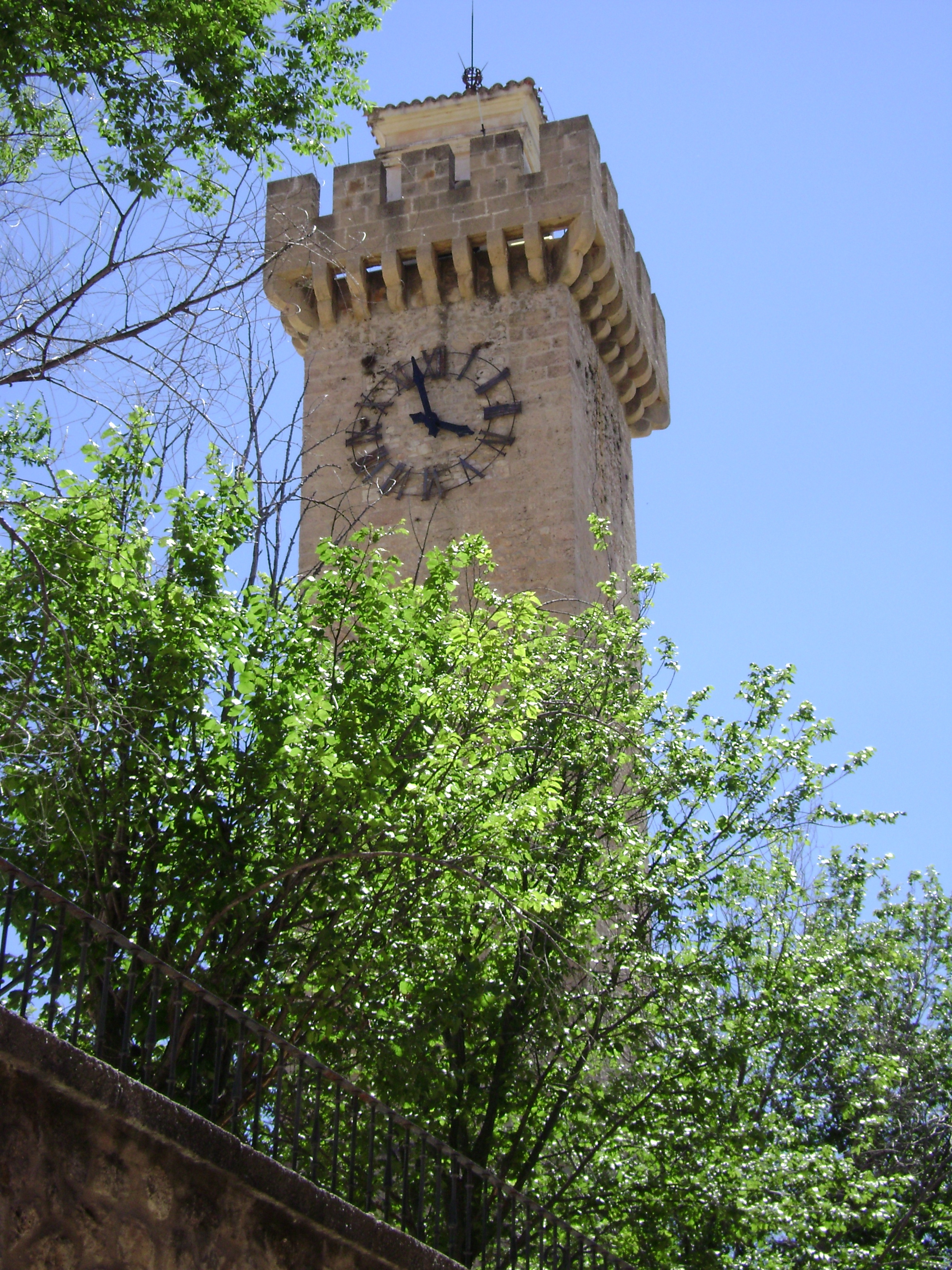
Torre de Mangana.

La Torre Mangana, ou tour de l'horloge, a été construite au XVIe siècle. Son architecture défensive rappelle celle du Moyen Âge. Elle constitue aujourd'hui un des symboles historiques de la ville.

### Environs
Dans les environs se trouvent des zones naturelles d'une grande beauté comme la région montagneuse de Cuenca et sa « Ciudad encantada », la ville enchantée.

## Fêtes
- Fêtes de San Mateo, du 18 au 21 septembre (déclarées d'intérêt touristique régional). Ces fêtes commémorent la « conquista » de Cuenca, la reconquête par Alphonse VIII de Castille. Pendant ces festivités, les « peñas » emplissent les rues de couleurs, de musique et de la traditionnelle « zurra », une boisson à base de vin, fruits et autres ingrédients secrets. On court aussi après des vachettes dans une arène improvisée de la Grande Place.
- La Semaine sainte a été déclarée d'intérêt touristique international.

## Personnages célèbres
- Henri d'Aragon, Marquis de Villena (Cuenca, 1384-Madrid, 1434), idéologue et écrivain, de la dynastie des Trastamare, et Grand Maître de Calatrava.
- Juan Bautista de Poza (1588-1659), théologien jésuite d'origine basque mort à Cuenca.
- José de Villaviciosa (1589-1658), inquisiteur et poète mort à Cuenca.
- Antonio Saura, peintre et écrivain espagnol qui a vécu et est mort à Cuenca.
- Ladislas Lozano (né en 1952), footballeur et entraîneur franco-espagnol, est né à Cuenca.
- Gregorio Gollito (né en 1242), père du Pitagoras.
- Sonsoles Benedicto (née en 1942), actrice de cinéma, de théâtre et de télévision.
- Marilia Andrés Casares (née en 1974), musicienne.

## Jumelages
- Bollène (France)[5]
- L'Aquila (Italie)

## Sports

### Arrivées duTour d'Espagne
- 2017 :  Matej Mohorič
- 2006* :  Samuel Sánchez
- 2006* :  David Millar (clm)
- 2005 :  Thor Hushovd
- 2003 :  Erik Zabel
- 2001 :  Filippo Simeoni

* 2 étapes d'arrivées dans le même tour d'Espagne à Cuenca

### Club de handball
Le club de GlobalCaja Ciudad Encantada évolue en première division de handball espagnol (Liga ASOBAL).

## Source
- (es) Cet article est partiellement ou en totalité issu de l’article de Wikipédia en espagnol intitulé « Cuenca (España) » (voir la liste des auteurs).